# Heteromysoides macrops
Heteromysoides macrops är en kräftdjursart som beskrevs av Murano 1988. Heteromysoides macrops ingår i släktet Heteromysoides och familjen Mysidae. Inga underarter finns listade i Catalogue of Life.